# Parco della Martesana
Il parco della Martesana è un'area verde di Milano. Si trova nel quartiere di Gorla, lungo il Naviglio Martesana.

## Storia
Creato nel 1978 sebbene la relativa area fosse già prevista a verde nel piano regolatore generale del 1953, è attraversato dalla pista ciclabile che costeggia il naviglio della Martesana dalla Cassina de' Pomm a Cassano d'Adda per uno sviluppo complessivo di trenta chilometri.
Dal 15 maggio 2006 il parco è intitolato ai martiri della libertà iracheni vittime del terrorismo.

## Alberi e attrezzature
Sotto l'aspetto vegetazionale domina la robinia, ma sono numerose anche altre specie, tra cui segnaliamo almeno quattro varietà di acero (americano, argentato, di monte e riccio), il carpino bianco, la farnia, la quercia rossa, l'olmo e il tiglio selvatico. Le rive della Martesana sono frequentate da pescatori e in quel tratto del naviglio viene talvolta anche fissato un campo per gare di pesca.
Sulla sponda opposta a via Stamira d'Ancona, nel 2010 sono terminati i lavori di restauro di quanto rimaneva della neogotica Villa Angelica della cui torretta esagonale è rimasto un solo piano. È stata anche la sede della Canottieri Gorla.
Al centro del parco si trova un moderno ampio teatro con annesso un centro polifunzionale per attività socioculturali: il lato sinistro è gestito da volontari ed è sede dell'associazione culturale Nuovo Anfiteatro Martesana (NAMA), il lato destro è sede di un c.a.m. (centro aggregazione multifunzionale) del Municipio 2 . Davanti al teatro è collocata un'ampia area giochi, mentre i quattro spazi riservati ai cani sono collocati ai bordi.